# Atsuma
Atsuma (jap. 厚真町 Atsuma-chō) – miasto w Japonii, w prefekturze Hokkaido, w podprefekturze Iburi. Według danych na rok 2020 miejscowość zamieszkiwało 4 432 mieszkańców , a gęstość zaludnienia wyniosła 11 os./km².